# HD98340
HD98340 — хімічно пекулярна зоря спектрального класу B9, що має видиму зоряну величину в смузі V приблизно  7,1.
Вона  розташована на відстані близько 739,6 світлових років від Сонця.

## Пекулярний хімічний склад
Зоряна атмосфера HD98340 має підвищений вміст 
Si
.